# Helen Donath
Helen Jeanette Donath, nascuda com a Helen Erwin (Corpus Christi, Texas, EUA, 10 de juliol de 1940) és una soprano estatunidenca amb una carrera artística d'uns 50 anys.

## Biografia
Va néixer a Corpus Christi, Texas, i va estudiar al Del Mar College de Nova York amb Paola Novikóva. Va debutar el 1958 en concert de lieder a Nova York. El 1961 va esdevenir membre del Opernstudio de l'Òpera de Colònia. Va cantar de 1963 fins a 1968 al Staatsoper de Hannover, on va conèixer a qui esdevindria el seu marit, el mestre de cor i director Klaus Donath. El seu fill, Alexander Donath, és un director escènic i d'òpera. El 2000 tots tres va col·laborar en la producció del Teatre d'Òpera del Michigan de Der Rosenkavalier de Richard Strauss, on Donath va cantar el paper de la Mariscala.
El 1967 Helen va cantar el paper de Pamina de La flauta màgica de Mozart al Festival de Salzburg, una representació amb la qual començaria una llarga associació al festival. Entre 1970 i 1990 va ser membre regular de l'Òpera Estatal de Viena. Ha actuat a tot el món incloent-hi l'Òpera Estatal de Viena, el Metropolitan Opera de Nova York, el Festival de Salzburg, el Royal Opera House (Covent Garden) de Londres, La Scala de Milà, Barcelona, París, Florència, Tòquio, Berlín i Múnic, entre d'altres. El 2006 va fer el paper de Despina en Così fan tutte de Mozart a l'Òpera Estatal de Viena, al Festival de Salzburg i a altres llocs.
Al Gran Teatre del Liceu de Barcelona va interpretar el desembre de 1984 l'òpera Der Rosenkavalier juntament amb Montserrat Caballé i Tatiana Troyanos, entre d'altres. Ha intervingut a Barcelona en diversos concerts al Palau de la Música Catalana i altres indrets, entre ells un concert acompanyada al piano pel seu marit, Klaus Donath, el 10 de març de 1980.
El repertori de Donath conté obres de Bach, Mozart, Haydn, Schumann, Wagner, i Richard Strauss entre d'altres. Ha treballat i enregistrat sota la direcció de Karl Richter, Herbert von Karajan, Wolfgang Sawallisch, Rafael Kubelík, Antal Doráti, Leonard Bernstein, Georg Solti, Giuseppe Patanè, Daniel Barenboim, Nikolaus Harnoncourt, Neville Marriner, Helmuth Rilling, Colin Davis, Eugen Jochum, Riccardo Muti, Zubin Mehta i Eliahu Inbal, entre d'altres. El 2005 li va ser atorgada la Creu de Mèrit de 1a Classe de la Baixa Saxònia i el 1990 el Premi Estatal de la Baixa Saxònia, esdevenint també Kammersängerin de Baviera.

## Enregistraments
Helen Donath ha fet molts enregistraments d'òpera i opereta, amb diversos segells discogràfics. Entre ells destaquen els papers d'Eva en Die Meistersinger von Nürnberg de Wagner i Sophie en Der Rosenkavalier de Strauss.
- Beethoven: Fidelio (com a Marzelline), amb Helga Dernesch, Jon Vickers, Zoltán Kelemen, Karl Ridderbusch, José van Dam, Cors de l'Òpera Alemanya de Berlín i la Filharmònica de Berlín, dir. Herbert von Karajan (EMI)
- Gluck: Orfeu i Eurídice (com a Amor), amb Marilyn Horne, Pilar Lorengar, Orquestra del Royal Opera House, dir. Sir Georg Solti (Decca)
- Puccini: Gianni Schicchi (com a Lauretta), amb Rolando Panerai, Vera Baniewicz, Peter Seiffert, Orquestra Simfònica de la Ràdio de Múnic i Cors de la Ràdio de Baviera, dir. Giuseppe Patanè (RCA)
- Lehár: Das Land des Lächelns (com a Lisa), amb Martin Finke, Klaus Hirte, Siegfried Jerusalem, Brigitte Lindner, Cor Bayerischen Rundfunks i Orquestra Rundfunk de Múnic, dir. Willy Boskovsky (EMI)
- Richard Strauss: Arabella (com a Zdenka), amb Júlia Várady, Dietrich Fischer-Dieskau, Walter Berry, Helga Schmidt, Elfriede Hobarth, Adolf Dallapozza, Orquestra i Cors de l'Òpera de l'Estat de Baviera, dir. Wolfgang Sawallisch (Orfeo)
- R. Strauss: Der Rosenkavalier (com a Sophie), amb Régine Crespin, Yvonne Minton, Manfred Jungwirth, Orquestra Filharmònica de Viena, dir. Sir Georg Solti (Decca)
- Verdi: Un ballo in maschera (com a Oscar), amb Luciano Pavarotti, Sherrill Milnes, Renata Tebaldi, Regina Resnik, Orquestra dell'Accademia Nazionale di Santa Cecilia, dir. Bruno Bartoletti (Decca)
- Mozart: La flauta màgica (com a Pamina), amb Günther Leib, Peter Schreier, Cors de la Ràdio de Leipzig, Orquestra de la Staatskapelle de Dresden (RCA)
- Monteverdi: L'incoronazione di Poppea (com a Poppea), amb Elisabeth Söderström, Cathy Berberian, Paul Esswood, Concentus Musicus de Viena, dir. Nikolaus Harnoncourt (Teldec)
- Wagner: Die Meistersinger von Nürnberg (com a Eva), amb René Kollo, Theo Adam, Peter Schreier, Geraint Evans, Karl Ridderbusch, Cor de l'Òpera de l'Estat de Dresden, Cor de Leipziger Rundfunks i Staatskapelle de Dresden, dir. Herbert von Karajan (EMI)
- Haydn: L'anima del filosofo, amb Robert Swensen, Sylvia Greenberg, Thomas Quasthoff, Paul Hansen, Azuko Suzuki, Cors de la Ràdio de Baviera i Orquestra de la Ràdio de Múnic, dir. Leopold Hager (Orfeo)
- Humperdinck: Hänsel und Gretel, amb Anna Moffo, Christa Ludwig, Dietrich Fischer-Dieskau, Charlotte Berthold, Arleen Auger, Lucia Popp, Orquestra Rundfunk de Múnic, Cor Tölzer Knabenchor, dir. Kurt Eichhorn. RCA 1999
- Hindemith; Sancta Susanna, com a Susanna amb Gabriele Schnaut (Klementia), Gabriele Schreckenbach, Janis Martin, dones del Cor RIAS Kammerchors, Orquestra Simfònica de la Ràdio de Berlín, dir. Gerd Albrecht.

Altres enregistraments
- Bach: Oratori de Nadal / Schreier
- Bach: Cantata BWV 41 / Rilling
- Bach: Cantates BWV 119–121 / Rilling
- Bach: Easter Oratorio / Rilling
- Bach: Magnificat / Gönnenwein
- Bach: Passió segons Sant Mateu / Karl Richter (DVD)
- Bach: Passió segons Sant Joan / Karl Richter (DVD)
- Beethoven: Fidelio / Leonard Bernstein
- Beethoven: Missa solemnis / Kubelík
- Beethoven: Simfonia núm. 9 "Coral" / Celibidache
- Beethoven: Simfonia núm. 9 "Coral" / Kubelík
- Blendinger: Media in Vita, Sawallisch, amb Hermann Becht, Bayerisches Staatsorchester
- Bizet: Carmen / Lorin Maazel
- Debussy: Pelléas et Mélisande / Kubelík
- Flotow: Alessandro Stradella/ Wallberg, Schartner
- Gluck: Orfeu i Eurídice / Solti
- Handel: El Messies / K. Richter
- Haydn: La vera costanza / Doráti
- Haydn: La Creació, Les Estacions / Koch
- Humperdinck: Königskinder / Wallberg
- Lehár: The Merry Widow (com a Valencienne), Heinz Wallberg
- Mahler: Simfonia núm. 4 / Inbal
- Mozart: Così fan tutte / Honeck (DVD)
- Mozart: Gran Missa en Do menor, Missa en Do major, Rèquiem / C. Davis
- Mozart: La flauta màgica / Suitner
- Mozart: Don Giovanni / Barenboim
- Mozart: La finta semplice / Hager
- Mozart: Les noces de Fígaro / C. Davis
- Mozart: Lucio Silla / Hager
- Mozart: Àries desconegudes per a soprano / Donath
- Nicolai: Die lustigen Weiber von Windsor / Klee
- Pfitzner: Das Christ-Elflein / Eichhorn
- Pfitzner: Palestrina / Kubelík
- Schubert: Obres sacres / Sawallisch
- Schubert: Der Hirt auf dem Felsen / Donath
- Schubert: Misses, etc. / Sawallisch
- Schubert: Cantata Lazarus, Sawallisch
- Schumann: Rèquiem, etc. / Klee
- Schumann: Der Rose Pilgerfahrt, Op. 112, Sawallisch
- Wagner: Der Ring des Nibelungen / Karajan, Berlín
- Weber: Der Freischütz / Sawallisch